# GUC Eagles
I GUC Eagles sono la squadra di football americano dell'Università tedesca del Cairo, in Egitto, fondata nel 2011.
Hanno vinto 4 volte l'Egyptian Bowl (nel 2015 e dal 2018 valido anche come titolo nazionale egiziano).

## Dettaglio stagioni

### Tornei nazionali

#### Campionato

##### ELAF/ENFL
| Stagione | regular season | regular season | regular season | regular season | regular season | regular season | playoff | playoff | playoff | playoff | playoff | playoff       | playoff          |
|          | Vin            | Par            | Per            | Tot            | PF             | PS             | Vin     | Per     | Tot     | PF      | PS      | risultato     | avversaria       |
| -------- | -------------- | -------------- | -------------- | -------------- | -------------- | -------------- | ------- | ------- | ------- | ------- | ------- | ------------- | ---------------- |
| 2014     | -              | -              | -              | -              | -              | -              | 0       | 1       | 1       | 12      | 16      | Pharaohs Bowl | Cairo Sharks     |
| 2015     | 4              | 0              | 0              | 4              | 147            | 27             | 1       | 0       | 1       | 26      | 12      | Campioni      | Cairo Hellhounds |
| 2016     | 5              | 0              | 0              | 5              | 131            | 49             | 2       | 0       | 2       | 26      | 17      | Campioni      | Cairo Hellhounds |
| 2017     | 4              | 0              | 0              | 4              | 77             | 21             | 1       | 0       | 1       | 27      | 6       | Campioni      | MSA Tigers       |
| 2018     | 4              | 0              | 1              | 5              | 219            | 62             | 0       | 1       | 1       | 10      | 14      | Semifinale    | Cairo Hellhounds |
| 2019     | 3              | 0              | 2              | 5              | 102            | 54             | 2       | 0       | 2       | 54      | 0       | Campioni      | MSA Tigers       |
| 2021     | 1              | 0              | 3              | 4              | 33             | 60             | -       | -       | -       | -       | -       | -             | -                |
| Totale   | 21             | 0              | 6              | 27             | 709            | 273            | 6       | 2       | 0       | 155     | 65      |               |                  |

Fonti: Enciclopedia del Football - A cura di Roberto Mezzetti

## Palmarès
- 4 Egyptian Bowl (2015, 2016, 2017, 2019[3])